# Tukwila (processeur)
Pour les articles homonymes, voir Tukwila.
 (octobre 2023).
Si vous disposez d'ouvrages ou d'articles de référence ou si vous connaissez des sites web de qualité traitant du thème abordé ici, merci de compléter l'article en donnant les références utiles à sa vérifiabilité et en les liant à la section « Notes et références ».
Le processeur Itanium 3 est le successeur des processeurs Itanium et Itanium 2. Il a été lancé en février 2010.
Nom de code Tukwila, ce processeur quadricœur à 2 GHz possède 2,05 milliards de transistors, est gravé en 65 nm et dégage 130 watts